# Wiener Frauen (Walzer)
Wiener Frauen ist ein Walzer von Johann Strauss (Sohn) (op. 423). Das Werk wurde am 27. April 1886 unter dem Titel Les Dames de St. Peterbourgh in St. Petersburg in Russland erstmals aufgeführt.